# Institute of Space Technology
Das Institute of Space Technology (Urdu ادارہ خلائی ٹیکنالوجی DMG Idāra Ḫalāʾī T́eknāloǧī), kurz IST, ist eine staatliche Universität im Union Council Rawat im Südosten des pakistanischen Hauptstadtterritoriums Islamabad. Der Ausbildungsschwerpunkt liegt bei Luft- und Raumfahrttechnik sowie Weltraumwissenschaften. Der Kanzler und der Vorsitzende des Senats der Universität ist immer der Präsident der Islamischen Republik Pakistan, seit dem 9. September 2018 der Zahnarzt Arif Alvi. Vizekanzler und praktischer Leiter der Universität ist seit 2020 Generalmajor Rehan Abdul Baqi, Pakistan Army Corps of Electrical and Mechanical Engineers.

## Geschichte
Nachdem sich Generalstabschef Pervez Musharraf am 12. Oktober 1999 an die Macht geputscht hatte, wurde am 2. Februar 2000 die National Command Authority (NCA) gegründet, in deren Zuständigkeit unter anderem militärische Satelliten fielen. Am 10. Dezember 2000 wurde die für Raumfahrt zuständige Space and Upper Atmosphere Research Commission (SUPARCO) der NCA unterstellt. Ab 2002 gab es Überlegungen, eine spezielle Lehranstalt für Raumfahrttechnik und die diesbezüglichen Grundlagenfächer (Mathematik, Physik etc.) einzurichten. Zunächst wurden ab September 2002 bis zum Vordiplom führenden Studiengänge in Luft- und Raumfahrttechnik sowie Nachrichtentechnik angeboten. Dies wird von der Universität heute als Beginn ihrer Entwicklung betrachtet.
Am 5. Juni 2007 wurde schließlich das Institute of Space Technology in seiner heutigen Form gegründet. Am 18. August 2008 trat General Musharraf als Präsident von Pakistan zurück, das Land kehrte zur Demokratie zurück. Gut anderthalb Jahre später billigten beide Kammern des pakistanischen Parlaments (Nationalversammlung und Senat) nachträglich die Gründung der Bildungseinrichtung, am 20. April 2010 wurde der Beschluss als „Act No. XI of 2010“, auch bekannt als „Institute of Space Technology Act, 2010“ von Präsident Asif Ali Zardari ratifiziert.

## Verfassung
Das Institute of Space Technology (IST) steht Studenten und Dozenten aller Konfessionen, Nationen und Geschlechter offen. Die Einrichtung finanziert sich über Studiengebühren, der Senat der Universität ist jedoch durch die 2010 vom Parlament verabschiedete Verfassung dazu angehalten, im Rahmen des Möglichen Stipendien zu vergeben. Theoretisch besitzt die Universität akademische, finanzielle und administrative Autonomie, da jedoch der Kanzler und der Vorsitzende des Senats der Universität immer der Präsident Pakistans ist, gilt dies nur bedingt. Die Mitglieder des Senats und der Vizekanzler, der das Tagesgeschäft der Universität leitet, werden vom Präsidenten der Islamischen Republik Pakistan ernannt. Seit 2020 ist Generalmajor Rehan Abdul Baqi, Pakistan Army Corps of Electrical and Mechanical Engineers (EME), Vizekanzler des IST.
Stellvertretender Vorsitzender des Senats ist qua Amt immer der Direktor der SUPARCO, seit  2018 Generalmajor Amer Nadeem, EME.
Das Institute of Space Technology untersteht der Higher Education Commission, die seit dem 11. September 2002 für die Aufsicht über die pakistanischen Hochschulen zuständig ist. Es hat das Recht, akademische Grade zu vergeben, einschließlich der Promotion.
Bereits in der Verfassung von 2010 war festgelegt, dass das IST mit Universitäten außerhalb Pakistans zusammenarbeiten kann. Im Studienjahr 2022/2023 bestand eine solche Zusammenarbeit in der Form von gemeinsamen Diplomstudiengängen der Fakultäten für Luft- und Raumfahrttechnik sowie Materialwissenschaft und Werkstofftechnik mit der Universität für Luft- und Raumfahrt Peking, der Polytechnischen Universität Nordwestchinas in Xi’an und der Jiaotong-Universität Xi’an. Dabei sind die Studenten am IST immatrikuliert, besuchen aber englischsprachige Kurse in Peking bzw. Xi’an.

## Fakultäten
Im Studienjahr 2022/2023 hatte das Institute of Space Technology folgende Fakultäten:
- Luft- und Raumfahrttechnik[9]
- Elektrotechnik[10]
- Materialwissenschaft und Werkstofftechnik[11]
- Maschinenbau[12]
- Flugzeugbau[13]
- Weltraumwissenschaften[14]
- Angewandte Mathematik und Statistik[15]
- Geisteswissenschaften[16]

Zusätzlich zu diesen, auf dem Campus der Universität am südöstlichen Stadtrand von Rawalpindi, in direkter Nachbarschaft zur Hauptverwaltung der SUPARCO angesiedelten Fakultäten gibt es auf dem Gelände der SUPARCO in Karatschi das National Center for Remote Sensing and Geo-Informatics, das dem IST untersteht.
Neben Computerräumen für die Verarbeitung der von PakTES 1A etc. gelieferten Bilder wird dort auch ein Diplomstudiengang für Fernerkundung und Geoinformationswissenschaft angeboten.
Im Studienjahr 2022/2023 hatte das Institute of Space Technology 1330 Studenten, die von 194 Dozenten betreut wurden.
Die Studiengebühren am IST sind für pakistanische Verhältnisse sehr hoch. So kostete im Studienjahr 2022/2023 ein Vordiplom-Studium im Fach Elektrotechnik 117.900 Rs. (gut 550 Euro) pro Semester.
Für den gleichen Studiengang wurde an der University of the Punjab, der größten Universität Pakistans, zur selben Zeit je nach Semester zwischen 10.435 und 13.775 Rs. (knapp 60 Euro) verlangt.

## Cubesats
2010/2011 wurde am Institute of Space Technology von einer Arbeitsgruppe unter der Leitung von Khurram Khurshid, mittlerweile Dekan der Fakultät für Elektrotechnik, Pakistans erster Cubesat iCube-1 gebaut. Der 1,1 kg schwere Satellit im 1U-Format wurde am 21. November 2013 mit einer Dnepr-Rakete vom russischen Kosmodrom Jasny gestartet und sendete zunächst plangemäß sein Bakensignal.
Kurz darauf stellte der Satellit jedoch seinen Betrieb ein.
Im Zusammenhang mit der chinesischen Probenrückführmission Chang’e 6 zur Rückseite des Mondes unterzeichneten Wu Yanhua, der stellvertretende Direktor der Nationalen Raumfahrtbehörde Chinas, und Generalmajor Amer Nadeem, der Direktor der SUPARCO, am 14. September 2022 ein Kooperationsabkommen über die Mitnahme eines pakistanischen Cubesats auf dem Orbiter der Sonde.
Mit Entwicklung und Bau von iCube-Q wurde das Institute of Space Technology beauftragt, das dabei von der Fakultät für Luft- und Raumfahrttechnik der Jiaotong-Universität Shanghai unterstützt wird. Die Sonde startete im Mai 2024. iCube-Q, der anders als sein Vorgänger zwei ausklappbare Solarzellenflügel mit jeweils drei Solarmodulen besitzt, wurde nach der Ankunft im Mondorbit ausgesetzt und soll dort wissenschaftliche Erkundungen durchführen.
Im weiteren Verlauf kam das Projekt iCube-Q gut voran. Generalmajor Amer Nadeem drückte bei einem Besuch des chinesischen Labors für Tiefraumerkundung in Hefei am 30. Mai 2023 den Wunsch aus, dass sich Pakistan im Rahmen seiner Möglichkeiten an der Internationalen Mondforschungsstation beteiligen könnte. Dies wurde von Wu Weiren, dem Leiter des Labors für Tiefraumerkundung, begrüßt.
Am 18. Oktober 2023 wurde dann zu Beginn des Seidenstraßengipfels 2023 in Anwesenheit der Premierminister beider Länder eine offizielle Vereinbarung über eine Teilnahme Pakistans an der Mondforschungsstation unterzeichnet.